# Sankt Thomas Kirke
Sankt Thomas Kirke ligger på Rolighedsvej i Frederiksberg Kommune.

## Historie
Kirkens arkitekt var Carl Lendorf.

## Kirkebygningen
- Sankt Thomas Kirke
- Indgangssiden

## Interiør
- Kirkerummet
- Kirkerummet
- Kirkerummet set fra alteret
- Sideskib

### Alter
- Alter
- Mosaikvindue over alter

### Prædikestol
- Prædikestol

### Døbefont
- Døbefont

### Orgel
- Orgelfacade

## Gravminder
Tekst mangler, hjælp os med at skrive teksten

## Eksterne kilder og henvisninger
- Sankt Thomas Kirke hos KortTilKirken.dk